# 島根半島・宍道湖中海ジオパーク
島根半島・宍道湖中海ジオパーク（しまねはんとう・しんじこなかうみジオパーク、英: Shimane Peninsula and Shinjiko Nakaumi Estuary Geopark）は、島根県の北東に位置する島根半島と宍道湖・中海からなるジオパークである。2017年12月に日本ジオパークに認定された。

## 概要
｢出雲国風土記の自然と歴史に出会う大地｣をテーマに、「島根半島エリア」「出雲平野・宍道湖・中海低地帯エリア」「南部丘陵山地エリア」の3つのエリアからなるジオパークである。
当初、「国引きジオパーク構想」として申請したが、「国引き神話」をテーマに盛り込んだことで、神話と島根半島の成り立ちや日本海の拡大との関係について誤解を招く恐れがあるとして一度認定を保留されており、現在の名称に変更した経緯がある。

## 沿革
- 2017年5月、日本ジオパーク委員会に申請し、現地審査を行うことが決定される。
- 2017年9月、認定を保留される[2]。
- 2017年12月、日本ジオパークに認定される[3]。

## 主なジオサイト

### 島根半島エリア
- 出雲日御碕灯台
- 加賀の潜戸
- 地蔵崎

### 出雲平野・宍道湖・中海低地帯エリア
- 稲佐の浜
- 斐伊川
- 嫁ヶ島
- 神戸川
- 湯の川温泉
- 大根島のスコリア丘、溶岩トンネル、湧水

### 南部丘陵山地エリア
- 立久恵峡
- 玉造温泉